# Lady Bird Johnson Wildflower Center

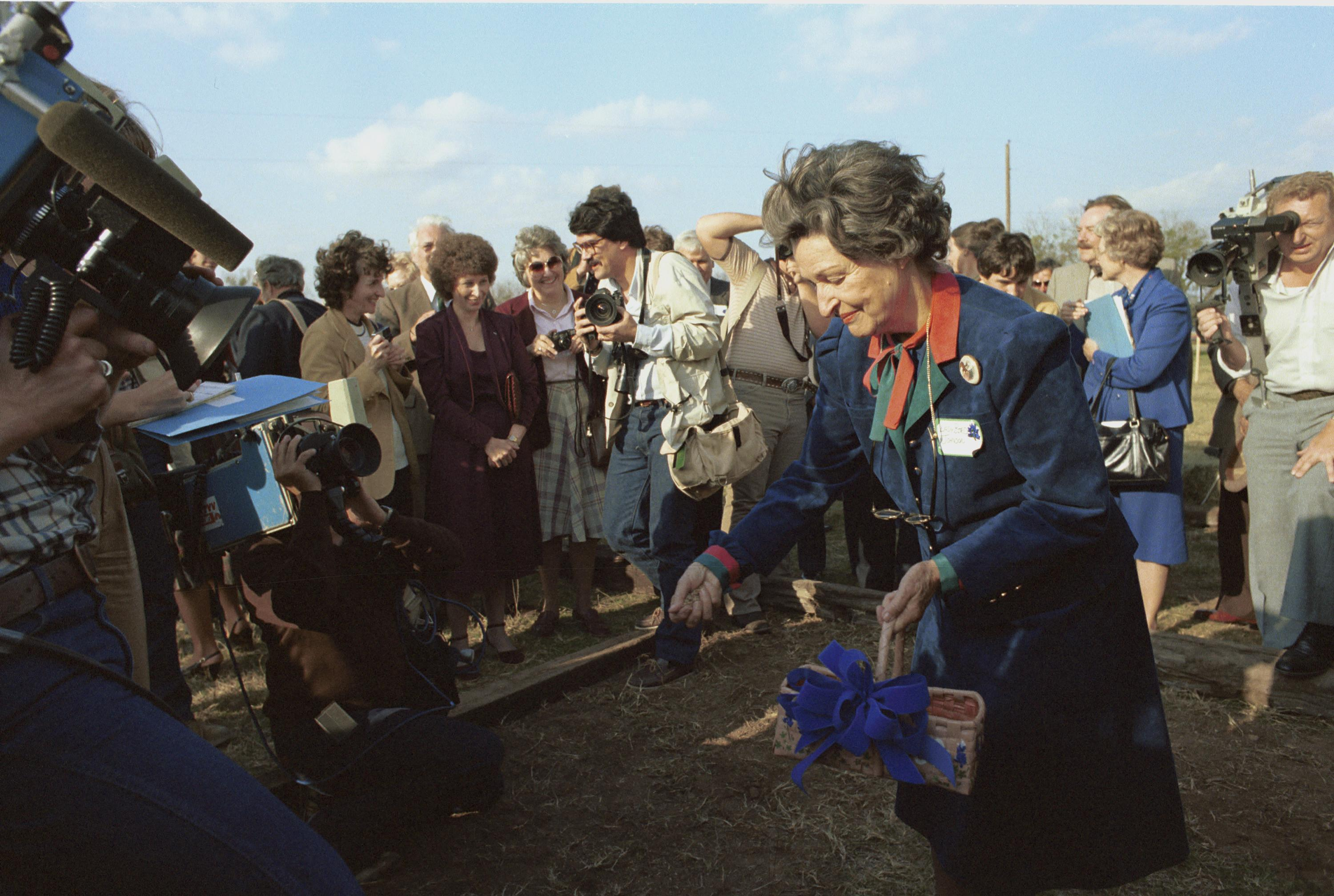
Lady Bird Johnson strooit zaad op de plaats waar National Wildflower Research Center wordt gevestigd.

Lady Bird Johnson Wildflower Center is een botanische tuin van 113 hectare in Austin (Texas, Verenigde Staten). De tuin is in 1982 opgericht als National Wildflower Research Center door voormalig first lady Lady Bird Johnson en actrice Helen Hayes op de zeventigste verjaardag van Johnson met als doel om mensen kennis te laten maken met de schoonheid en diversiteit van de inheemse planten van de Verenigde Staten. In 1997 kreeg de tuin zijn huidige naam. Sinds 2006 functioneert de tuin als onderzoeksafdeling van University of Texas at Austin.
De tuin heeft als doel de bescherming en het behoud van inheemse planten en natuurlijke landschappen van de Verenigde Staten. De tuin promoot de toepassing van inheemse planten in tuinen en participeert in Seeds of Success, een natuurbeschermingsproject dat is gericht op het verzamelen en bewaren van zaden van planten uit de Verenigde Staten. Deze zaden worden ook bijgedragen aan het Millennium Seed Bank Project, een zaadbank op initiatief van Royal Botanic Gardens, Kew. Tevens is de tuin aangesloten bij de American Public Gardens Association en bij Center for Plant Conservation, een non-profit netwerk van meer dan dertig botanische instituten, dat zich richt op de bescherming en het herstel van de inheemse flora van de Verenigde Staten. Ook is de organisatie aangesloten bij de Plant Conservation Alliance (PCA), een samenwerkingsverband dat zich richt op de bescherming van planten die van nature voorkomen in de Verenigde Staten.